# Palestine tại Thế vận hội
Palestine được đại diện ở Ủy ban Olympic Quốc tế bởi Ủy ban Olympic Palestine.
Ủy ban Olympic Palestine đã gửi các đoàn vận động viên (VĐV) tới các kỳ Thế vận hội Mùa hè kể từ năm 1996, được định danh bằng mã PLE. Palestine được công nhận là thành viên của Hội đồng Olympic châu Á (OCA) từ năm 1986, và Ủy ban Olympic Quốc tế (IOC) từ 1995.

## Bảng huy chương

### Thế vận hội Mùa hè
| Thế vận hội         | Số VĐV       | Vàng | Bạc | Đồng | Tổng số | Xếp thứ |
| Atlanta 1996        | 2            | 0    | 0   | 0    | 0       | –       |
| Sydney 2000         | 2            | 0    | 0   | 0    | 0       | –       |
| Athens 2004         | 3            | 0    | 0   | 0    | 0       | –       |
| Bắc Kinh 2008       | 4            | 0    | 0   | 0    | 0       | –       |
| Luân Đôn 2012       | 5            | 0    | 0   | 0    | 0       | –       |
| Rio de Janeiro 2016 | 6            | 0    | 0   | 0    | 0       | –       |
| Tokyo 2020          | chưa diễn ra |      |     |      |         |         |
| Paris 2024          | chưa diễn ra |      |     |      |         |         |
| Los Angeles 2028    | chưa diễn ra |      |     |      |         |         |
| Tổng số             | Tổng số      | 0    | 0   | 0    | 0       | –       |